# Бредли Витфорд
Бредли Витфорд (енгл. Bradley Whitford; Медисон, Висконсин, 10. октобар 1959), амерички је позоришни, филмски и ТВ глумац и продуцент.
Добитник је три Еми награде, као и троструко номинован за награду Златни глобус.
Најпознатији је по улози заменика шефа кабинета Беле куће Џоша Лајмана у политичкој драми НБЦ телевизије Западно крило (1999–2006), за коју је био номинован за три узастопне Прајмтајм Еми награде од 2001. до 2003., освојивши једну 2001. Ова улога му је донела три узастопне номинације за Златни глобус.
Поред Западног крила, Витфорд је играо Денија Трипа у Студију 60 на Сансет Стрипу, Дена Старка у Fox Broadcasting Company комедији о пријатељу из полиције Добри момци, Тимотија Картера, лика за кога се веровало да је Црвени Џон, у ЦБС серији Менталиста, антагониста Ерик Гордон у филму Били Медисон, Артур Парсонс у филму Доушник, Дин Армитаж у хорор филму Бежи!, Роџер Пералта у Бруклин 9-9, председник Греј у дистопијском научнофантастичном филму Најмрачнији умови и Рик Стентон у филм о чудовиштима Годзила: Краљ чудовишта.
Године 2015. освојио је другу Прајмтајм Еми награду за улогу Марси у Транспарент, а касније је добио и пету номинацију за Прајмтајм Еми награду за улогу Магнуса Хиршфелда у истој серији. Од 2018. године, Витфорд је глумио команданта Џозефа Лоренса у Хулу дистопијској драми Слушкињина прича, за коју је освојио своју трећу награду Еми 2019. године.